# SNK Evropští demokraté

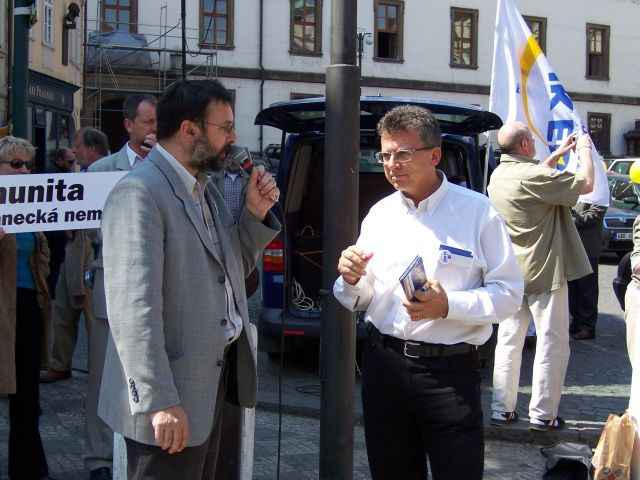
Volební mítink SNK ED s pražským lídrem Janem Kaslem v květnu 2006 před sněmovními volbami

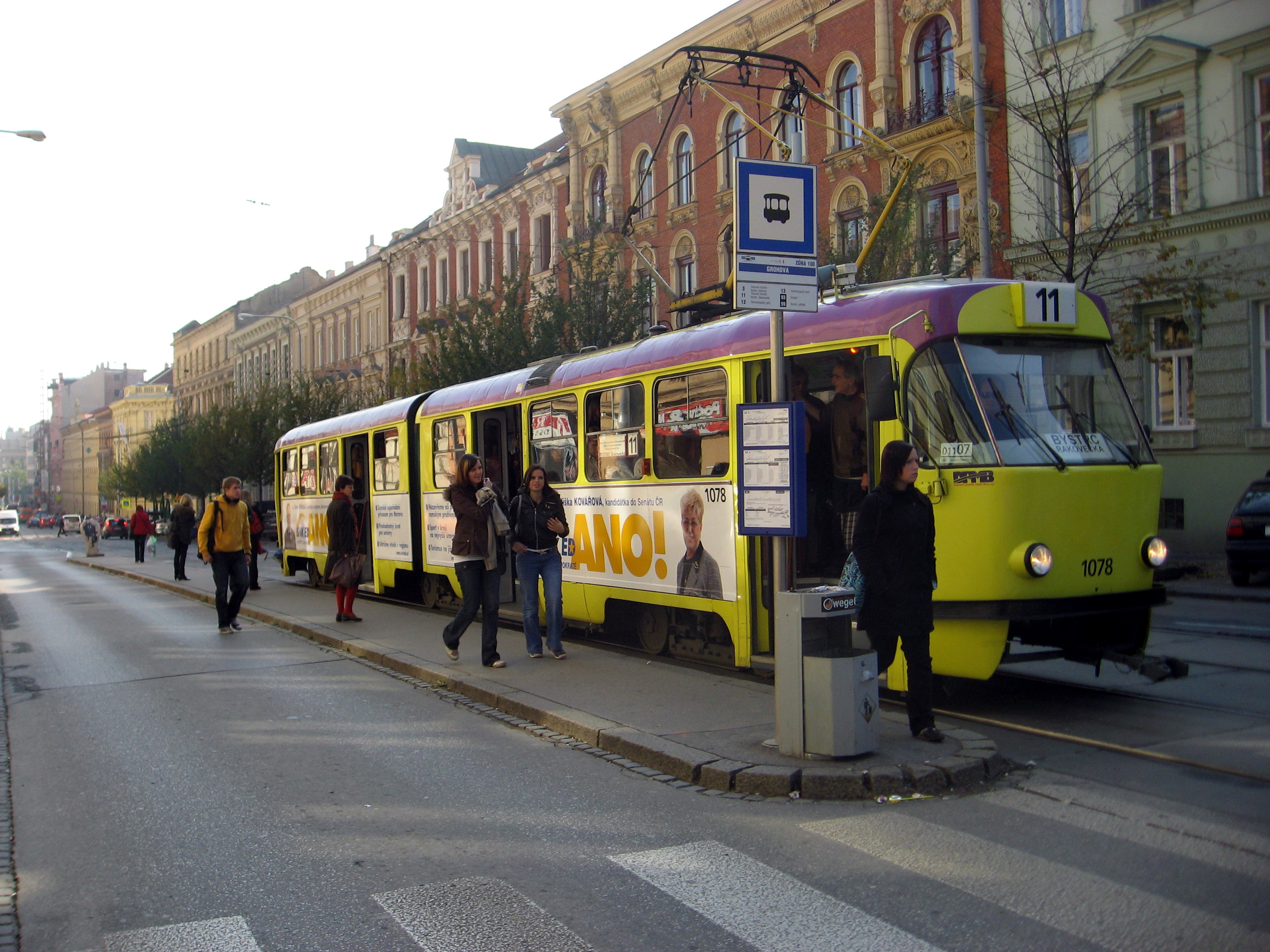
Tramvaj s reklamou strany v Brně v roce 2008

SNK Evropští demokraté (zkratka SNK ED) je politická strana, která vznikla v srpnu 2000 pod názvem Sdružení nezávislých kandidátů.

## Historie

### Historie SNK Sdružení nezávislých[11]
Politické hnutí Sdružení nezávislých kandidátů (SNK) bylo zaregistrováno Ministerstvem vnitra ČR v srpnu 2000. Vzniklo jako formální volební subjekt nezávislých starostů pro volby do krajských zastupitelstev, neboť voleb se dle zákona nemohli nezávislí kandidáti ani jejich sdružení zúčastnit. Prvním předsedou SNK se stal Milan Marko. V krajských volbách v roce 2000 stihlo SNK podat kandidátku jen ve třech krajích (Budějovický, Jihlavský a Ostravský), ale ve všech uspělo a celkem získalo 16 mandátů.
V roce 2002 se hnutí Sdružení nezávislých kandidátů (SNK) přejmenovalo na Sdružení nezávislých (SNK) a pod tímto názvem získalo ve volbách do Poslanecké sněmovny PČR v roce 2002 pátý nejvyšší počet hlasů, a sice 2,78 %. Ve volbách do Senátu PČR v roce 2002 nominovalo hnutí 13 kandidátů, uspěli dva – Václava Domšová (obvod č. 48 – Rychnov nad Kněžnou) a Josef Novotný (obvod č. 51 – Žďár nad Sázavou). Sdružení nezávislých uspělo také v komunálních volbách v roce 2002, v rámci celé ČR získalo 5,31 % hlasů, což představovalo 5,01 % mandátů.
V březnu 2003 se konal celostátní sněm, kde byl novým předsedou zvolen Igor Petrov. Sdružení nezávislých také schválilo další změnu svého názvu, a to na SNK Sdružení nezávislých (SNK).
Ve volbách do Evropského parlamentu v roce 2004 se SNK Sdružení nezávislých spojilo se stranou Evropští demokraté. Tato koalice získala 11,02 % hlasů, což znamenalo 3 mandáty (za SNK uspěli Josef Zieleniec a Tomáš Zatloukal).
V krajských volbách v roce 2004 získalo SNK celkem 13 mandátů v krajích Středočeském (společná kandidátka s Evropskými demokraty, 2 mandáty SNK + 1 mandát ED), Jihočeském (3 mandáty), Plzeňském (2 mandáty), Královéhradeckém (3 mandáty) a na Vysočině (3 mandáty).
Ve volbách do Senátu PČR v roce 2004 nominovalo hnutí 11 kandidátů, uspěl jediný – Igor Petrov (obvod č. 73 – Frýdek-Místek).

### Spor o vydání 12 milionů Kč ministerstvem financí
Volební kampaň pro volby do Poslanecké sněmovny 2002 byla komplikována mj. nedostatkem finančních prostředků způsobeným rozhodnutím ministerstva financí nevyplatit straně příspěvek za komunální volby v roce 2002 v Praze.
Za volební úspěch v komunálních volbách v Praze v roce 2002 straně náleželo 12 milionů Kč, ministerstvo financí však příspěvek odmítlo vyplatit s odůvodněním, že mu to neumožňuje zákon, SNK ED však upozorňují, že jde o rovnost politické soutěže, která je postupem MF zásadně narušována, jestliže jediné straně SNK ED příspěvky nevyplácí, ale ostatním stranám je vyplácí. K názoru SNK ED se přiklonil rovněž Městský soud v Praze v květnu 2005 a Ústavní soud v lednu 2006, který přikázal MF neprodleně rozhodnout, což se do začátku května 2006 nestalo. K vyplacení příspěvku vyzval rovněž veřejný ochránce práv Otakar Motejl.
Po volbách uznal porušení zákona ze strany MF také Nejvyšší správní soud, podle něj však nebylo toto porušení natolik závažné, aby vedlo k opakování voleb.

### Sloučení SNK a ED
Na počátku roku 2006 SNK změnilo po sloučením se stranou Evropští demokraté svůj název na SNK Evropští demokraté (zkratka  SNK ED) a hodlalo uspět ve volbách do Poslanecké sněmovny konaných v roce 2006. Strana Evropští demokraté si v únoru 2006 změnila název na Spojení demokraté – Sdružení nezávislých.

### Volby do Poslanecké sněmovny PČR 2006
Politickým lídrem SNK ED se stal Josef Zieleniec, výkonným místopředsedou Jan Kasl. Na základě některých formulací ve slučovací smlouvě lze usuzovat, že se strana orientovala spíše liberálně a středopravicově až pravicově. Ve volbách do Poslanecké sněmovny PČR v roce 2006 získala na celostátní úrovni 2,08 % hlasů, nejlepšího výsledku dosáhla v Praze, ale ani tam nepřekročila kvórum 5 %.

### Volby do Poslanecké sněmovny PČR 2010
Ve volbách do Poslanecké sněmovny PČR v roce 2010 byli zvoleni tři členové SNK ED na kandidátkách Věcí veřejných, a sice Jiří Štětina v Královéhradeckém kraji, Štěpánka Fraňková v Pardubickém kraji a Josef Novotný v Kraji Vysočina. V průběhu volebního období však Štěpánka Fraňková rezignovala a nahradil ji další člen SNK ED Miroslav Petráň.

### Další vývoj strany po roce 2010
Pro komunální volby v Praze v roce 2010 vytvořili SNK ED volební koalici se Stranou zelených.
Na VII. republikovém sněmu bylo dne 27. listopadu 2010 zvoleno nové vedení strany, předsedkyní se stala Zdeňka Marková, místopředsedy Štěpánka Fraňková a Jiří Witzany. V tomto složení bylo zvoleno předsednictvo strany i na IX. Republikovém sněmu dne 19. ledna 2013 v Pardubicích. O dva roky později na XI.Republikovém sněmu dne 11. dubna 2015 v Pardubicích byla předsedkyní strany opět zvolena Zdeňka Marková, 1. místopředsedou strany se stal Jiří Witzany a 2. místopředsedou strany pak Stanislav Boloňský.
Na 16. republikovém sněmu v Praze bylo dne 10. listopadu 2018 zvoleno nové vedení strany. Předsedou se stal René Živný, 1. místopředsedkyní dosavadní předsedkyně strany Zdeňka Marková a 2. místopředsedou Stanislav Boloňský. Řadovými členy předsednictva pak byli zvoleni Pavel Prejda, Petr Dvořák, Petr Řezníček a Jiří Witzany. V roce 2016 kandidovala strana společně se Stranou zelených do zastupitelstva Moravskoslezského kraje, ale neuspěla a v tomto kraji nominovala také kandidátku do Senátu v obvodu Brutnál Salome Sýkorovou, ale také neuspěla.

### Volby do Poslanecké sněmovny 2021
Ve volbách do Poslanecké sněmovny Parlamentu České republiky v roce 2021 členové SNK ED podpořili kandidátku koalice SPOLU.

### Volba prezidenta ČR 2023
V prezidentských volbách v roce 2023 strana podporovala zvoleného prezidenta Petra Pavla.

## Členové a vliv strany
SNK ED měla v minulosti 4 senátory (za stranu zvolení), 33 krajských zastupitelů, 102 starostů a 3 222 obecních zastupitelů. Drtivá většina zastupitelů však nebyla členem strany.[zdroj?]

### Vedení
současné vedení, od 20. června 2021
- René Živný – předseda
  - Zdeňka Marková – místopředsedkyně
    - Stanislav Boloňský – člen předsednictva
    - Petr Dvořák – člen předsednictva
    - Petr Řezníček – člen předsednictva

minulé vedení, od 10. listopadu 2018 do 20. června 2021
- René Živný – předseda
  - Zdeňka Marková – 1. místopředsedkyně
  - Stanislav Boloňský – 2. místopředseda

minulé vedení, od 23. září 2017 do 10. listopadu 2018
- Zdeňka Marková – předsedkyně
  - Stanislav Boloňský – 1. místopředseda
  - Jiří Witzany – 2. místopředseda

minulé vedení, od 11. dubna 2015 do 23. září 2017
- Zdeňka Marková – předsedkyně
  - Jiří Witzany – 1. místopředseda
  - Stanislav Boloňský – 2. místopředseda

minulé vedení, od 27. listopadu 2010 do 11. dubna 2015
- Zdeňka Marková – předsedkyně
  - Štěpánka Fraňková – 1. místopředsedkyně
  - Jiří Witzany – 2. místopředseda

## Volební výsledky

### Poslanecká sněmovna
| Volby | Hlasy   | Hlasy | Mandáty | Mandáty |
| Volby | Abs.    | %     | Abs.    | ±       |
| ----- | ------- | ----- | ------- | ------- |
| 2002  | 132 699 | 2.8   | 0/200   | ▬0      |
| 2006  | 111 724 | 2.1   | 0/200   | ▬0      |
| 2010  | za VV   | 10.9  | 3/200   | ▲3      |
| 2013  | za SsČR | 0.3   | 0/200   | ▼3      |
| 2017  | za STAN | 5.2   | 0/200   | ▬0      |

### Senát
| Volby | První kolo | První kolo | Druhé kolo | Druhé kolo | Mandáty | Mandáty | Mandáty | Pozice |
| Volby | Hlasy      | %          | Hlasy      | %          | Zvoleno | Celkem  | ±       | Pozice |
| ----- | ---------- | ---------- | ---------- | ---------- | ------- | ------- | ------- | ------ |
| 2006  | 31 711     | 3,0        | –          | –          | 0/27    | 4/81    | ▬ 0     | ▼–     |
| 2008  | 39 995     | 3,8        | 24 974     | 3,0        | 0/27    | 2/81    | ▼2      | ▬ –    |
| 2010  | 964        | 0,1        | –          | –          | 0/27    | 0/81    | ▼2      | ▬ –    |
| 2012  | 8 309      | 1,0        | –          | –          | 0/27    | 0/81    | ▬ 0     | ▬ –    |
| 2014  | 560        | 0,1        | –          | –          | 0/27    | 0/81    | ▬ 0     | ▬ –    |
| 2016  | 1 882      | 0,2        | –          | –          | 0/27    | 0/81    | ▬ 0     | ▬ –    |
| 2018  | 4 446      | 0,4        | –          | –          | 0/27    | 0/81    | ▬ 0     | ▬ –    |

### Zastupitelstva obcí
| Volby | Počet hlasů | %    | Počet mandátů |
| ----- | ----------- | ---- | ------------- |
| 2006  | 3 858 560   | 3,56 | 1280          |
| 2010  | 770 543     | 0,85 | 551           |
| 2014  | 373 807     | 0,38 | 355           |
| 2018  | 205 300     | 0,18 | 209           |
| 2022  | –           | –    | 187           |